# Comitê para a Defesa Nacional do Kosovo
O Comitê para a Defesa Nacional do Kosovo (em albanês:  Komiteti "Mbrojtja Kombëtare e Kosovës" abrev. KMKK) foi uma organização albanesa fundada em Escodra em 1 de maio de 1918.  Consistia principalmente de exilados políticos do Kosovo e era liderado por Hoxha Kadri de Pristina.  Existia de forma mais flexível desde maio de 1915.

## História

### Objetivos e membros
Membros proeminentes foram:    
- Hoxha Kadri
- Hasan Prishtina
- Bajram Curri
- Asllan Curri
- Bedri Pejani
- Sali Nivica
- Salih Vuçitërni
- Elez Isufi
- Eshref Frashëri
- Salih Gjuka
- Ismet Bey Kryeziu

- Halim Jakova-Gostivari
- Qazim Begolli
- Sadik Rama
- Ismail Nikoçi
- Hysni Curri
- Qazim Mulleti
- Sotir Peçi
- Agan Koja
- Jusuf Mehonja
- Bajram Fevziu

Os principais objetivos do comitê eram: 
1. Campanha contra as fronteiras do Principado da Albânia, estabelecida com base no Tratado de Londres (1913)
2. Libertar o Kosovo
3. Unir todas as terras habitadas albanesas

### Atividade na Iugoslávia
O comitê apoiou organizacional e financeiramente os kachaks em Kosovo e Escópia. Em 6 de Maio de 1919, o Comité apelou a uma revolta geral no Kosovo e noutras regiões albanesas na Jugoslávia. Isto levou a uma revolta em grande escala em Drenica envolvendo cerca de 10.000 pessoas sob o comando de Azem Galica. A revolta foi reprimida pelo exército iugoslavo.  O confronto continuou durante os anos de 1920 e 1921,  1923,   com um renascimento em 1924. Uma das conquistas foi a criação da “zona neutra” em torno de Junik que serviria para pôr em risco a fronteira e fornecer munições e outros apoios logísticos aos Kachaks.

### Esforços com governos albaneses
Em 1920, Beqir Vokshi representou o Comitê em uma assembleia realizada em Trieste, organizada pelo acadêmico e político italiano Gabriele D'Annunzio, conhecido por seu ativismo e apoio aos grupos irredentistas italianos, croatas e albaneses. Nesta reunião, D'Annunzio prometeu armamento aos albaneses do Kosovo.  Com efeito, no verão de 1920, um navio com armamento chegou a Shengjin. A “entrega” preocupou o governo albanês e, especificamente, o ministro do Interior, Ahmet Zogu. Ele enviou Sejfi Vllamasi e Xhemal Naipi para negociar com o Comitê a rejeição da entrega, prometendo dinheiro (20.000 Golden Franks). Depois que Curri e Pejani rejeitaram a oferta de Zogu, a prefeitura de Shkodra enviou unidades de policiais para impedir a entrega do formulário de entrega. Esta foi a primeira grande contradição entre o Comitê e Zogu. 
Os líderes do Comitê como Bajram Curri (inicialmente apenas),  Hasan Prishtina, Elez Isufi e Zija Dibra organizaram-se na Revolta Albanesa de 1922 quando suas forças marcharam em direção a Tirana.  Chegaram aos bairros do nordeste da capital, entraram em conflito com as forças governamentais lideradas por Prenk Pervizi e retiraram-se apenas após a intervenção do diplomata britânico Harry Eyres.  Eles foram inicialmente condenados à morte pelo tribunal militar e mais tarde receberam anistia. 
Em janeiro de 1923, surgirá um conflito entre os líderes do Comitê como Prishtina, Curri e Galica e elementos pró-Zogu. Beqir Vokshi (1895–1923) e Sali Bajraktari de Junik estavam operando na Zona Neutra de Junik para convencer a população a parar de apoiar os chetas irredentistas e aceitar a lei e a ordem. Após uma discussão acalorada com Hasan Prishtina em 21 de janeiro sobre a atividade de Vokshi de convencer muitos combatentes a não apoiarem Prishtina em sua próxima tentativa de derrubar o governo de Zogu, Vokshi, que havia renunciado ao Comitê desde 1921 e foi oficialmente listado como membro da Albânia unidades militares, foi assassinado em escaramuças com os homens de Azem Galica, juntamente com um dos seus colaboradores, em 22 de Janeiro. O assassinato não foi bem recebido porque Vokshi era um líder conhecido e sobrinho de Sulejman Vokshi, um dos heróis da Liga de Prizren. Os apoiadores de Vokshi buscaram vingança e o conflito maior só foi evitado após a intervenção de Sali Rama e seus guerrilheiros de Rugova. Após os acontecimentos, o exército albanês entrou em Junik e mais tarde entregou-o às forças iugoslavas. Os kachaks mudaram-se para dentro do Kosovo. A Zona Neutra de Junik deixou de existir.   
Durante junho de 1924, os membros do Comitê apoiariam a chamada Revolução de Junho. O Comitê foi um dos 5 pilares do movimento Noli (juntamente com o exército, os beis liberais, os progressistas e os escodranos - líderes católicos de Escodra), embora não tenhamos sido convidados para fazer parte do novo governo.  No entanto, houve cooperação e apoio entre o Comité e o governo Noli. Segundo o jornal Vreme de Belgrado, Noli e o chefe do Comitê trabalharam em estreita colaboração. Um artigo no Morning Post de 17 de novembro de 1924 afirmava que "o governo iugoslavo sabia que os soviéticos forneceram ajuda moral e material ao líder camponês croata Stjepan Radić, Noli, ao Comitê do Kosovo e às organizações revolucionárias macedônias" .  Com a ascensão de Ahmet Zog ao poder, que era um inimigo jurado dos irredentistas Kosovar,  o Comité foi banido como um sinal do apreço de Zog pelo apoio iugoslavo e a maioria dos líderes do Comitê fugiram do país.  Muitos deles aderiram ao KONARE ("Comitê Nacional Revolucionário") fundado por Noli, e ao Bashkimi Kombëtar ("A União Nacional") fundada em Viena por Sotir Peçi, Xhemal Bushati, Angjelin Suma e Ali Këlcyra. O Comité receberia algum apoio financeiro do Comintern com Kosta Boshnjaku e Noli como intermediários.  Os chefes do Comitê naquela época eram Ibrahim Gjakova, Bedri Pejani e Qamil Bala.

### Assassinato da liderança
Em 15 de julho, Azem Galica caiu no Kosovo, traído pelos agentes do Zogu.  Elez Isufi foi baleado e morreu em dezembro de 1924 durante a ofensiva de Zogu contra o governo de Noli.   Em 1925, Asllan Curri e Zija Dibra foram capturados e mortos pelos gendarmes do braço direito e cunhado de Zogu, Ceno Beg Kryeziu. Ambos foram baleados em circunstâncias duvidosas durante o trajeto para a prisão com o mesmo pretexto de “terem tentado fugir”.    Bajram Curri continuaria lutando e foi morto em 29 de março de 1925. Ele se matou com um tiro por não se render com vida, pois foi cercado por tropas Zogistas enquanto lutava em uma caverna perto de Dragobia. Em 1933, Hasan Prishtina foi morto pelo agente de Zog, Ibrahim Celo, em um café em Salônica.  

### Tentativa de restabelecimento
De acordo com as memórias de Sejfi Vllamasi, após a filiação à Itália, o Rei Zog aceitou em 1936 o restabelecimento do Comitê, oferecendo até salários para a liderança de Qazim Koculi.  No entanto, o Comitê não funcionaria mais. Enquanto isso, a essa altura, Hasan Prishtina, Zija Dibra, Curri e Rustemi seriam eliminados por Zogu. Após a morte de Curri e Prishtina, o Comitê entrou em letargia.
Em 1936, há um renascimento no Comitê com novos membros como Sali Moni (Bajraktari), Xhaferr Spahija de Tropojë, Mehmed Alija de Vlanë, Has, Baftijar Kollovozi de Luma, Murat Kaloshi, etc. de Gjakova, um ex-representante no Parlamento do Reino da Iugoslávia, e Salih Bey Vuçitërni, um político albanês Kosovar que veio para a Albânia no início dos anos 20. Ambos eram homens de confiança de Zog, ao contrário dos membros originais durante a fundação. Existia uma pequena célula correspondente no Kosovo, estacionada em Mitrovica liderada por Ferhat Draga, outra pessoa que mantinha boas relações com Zog. Outros membros eram Xhafer Deva, Shaban Mustafa e Mustafa Aliu, todos de Mitrovica.
Apesar da sua presença, o trabalho do comité limitou-se à diplomacia, propaganda e recrutamento, e não a qualquer actividade militar. A sua existência foi fortemente influenciada pelos altos e baixos das relações entre os governos de Zog e a Iugoslávia. 
A ocupação ítalo-alemã na Segunda Guerra Mundial mudaria a situação no Kosovo. 

## Representação
O Comité foi muito influente no Norte da Albânia e especialmente em torno de Escodra. Enviou seus delegados ao Congresso de Lushnje de 1920. Eshtref Frashëri foi eleito para representar o Comitê, enquanto Hysni Curri e Xhemal Prishtina para representar a Prefeitura de Kosovo (Has - Tropojë - Lumë) e o Kosovo irredentista. Kadri Prishtina (Hoxha Kadri) foi o principal representante e pessoa de contato com autoridades estrangeiras. Todos os memorandos, notas de protesto, solicitações e outras correspondências foram preparados por ele, traduzidos por Bedri Pejani e entregues geralmente com a ajuda da Cruz Vermelha americana ou de algum comandante militar francês estacionado na cidade. O Comitê atuaria como distribuidor das entregas de medicamentos, alimentos e roupas da Cruz Vermelha Americana em todo o Norte da Albânia. 
Através do KONARE, e também diretamente, o Comitê do Kosovo participou na Federação Balcânica, uma agência do Comintern para a comunização das nações nacionalmente insatisfeitas dos Balcãs, continuando assim os primeiros contactos de Bajram Curri (desde 1921) com os soviéticos. Mas à medida que a política de defesa da Jugoslávia se tornou o posicionamento oficial dos comunistas na década de 1930, essa linha de apoio desapareceu. 
O Comité colaborou com outros movimentos nacionalistas que surgiram dentro da Jugoslávia em resposta à hegemonia sérvia. Principalmente através de Zija Dibra, seus líderes entrariam em contato e se encontrariam com Stjepan Radić,  líder do Partido Popular Camponês Croata, os revolucionários VMRO búlgaros Todor Aleksandrov e Petar Chaulev, e o montenegrino Marko Raspopović que se estabeleceu em Escodra.  A polícia secreta do rei Zog colaboraria com os seus homólogos sérvios para eliminá-los também. 

## Imprensa
O jornal Populli ("O povo"), republicado em maio de 1918 por Sali Nivica em Shkodër, tornou-se o jornal não oficial do Comitê. Deu um grande apoio ao Comité e promoveu a luta contra a ocupação sérvia no Kosovo,  bem como contra a política imperialista italiana em relação à Albânia. Após o assassinato de Nivica em 1920, continuou sob a direção de Bedri Pejani.